# Laseravståndsmätare
Laseravståndsmätare är ett aktivt elektrooptiskt system som mäter avståndet till ett objekt genom att sända ut en laserpuls och mäta tiden tills den kommer tillbaka.
Världens första militära laseravståndsmätare för operativt bruk kallades AML 701 och var utvecklad av Ericsson för kustartilleriets fasta, och senare även rörliga, enheter. Den kom att ersätta tidigare optiska avståndsinstrument och började tillföras 1968.